# ななじ眺
ななじ 眺（ななじ ながむ、1974年2月19日 - ）は、日本の漫画家。兵庫県加西市出身。血液型O型。
兵庫県立姫路工業高等学校デザイン科卒業後、19歳で漫画家デビュー。以後、『マーガレット』（集英社）で、恋する少女を描いた作品を発表して活躍。代表作はドラマCDも発売された『パフェちっく!』。

## 作品リスト
- 愛があれば!!（1995年1月25日発売[1]、集英社、マーガレットコミックス、ISBN 4-08-848299-9）
- ミックスジュースみたい（1997年11月25日発売[2]、集英社、マーガレットコミックス、ISBN 4-08-848732-X）
- 晴れのち晴れ（集英社、マーガレットコミックス、全2巻）
  1. 1998年5月25日発売[3]、ISBN 4-08-848808-3
  2. 1998年8月25日発売[4]、ISBN 4-08-848845-8
- 真夏のたまごたち（1999年9月24日発売[5]、集英社、マーガレットコミックス、ISBN 4-08-847116-4）
- パフェちっく!（2000年 - 2007年、集英社、マーガレットコミックス、全22巻）
- コイバナ! 恋せよ花火（2007年 - 2010年、集英社、マーガレットコミックス、全10巻）
- あるいとう[注 1]（2011年 - 2015年、集英社、マーガレットコミックス、全11巻）
  1. 2012年7月25日発売[6]、ISBN 978-4-08-846799-3
  2. 2012年11月22日発売[7]、ISBN 978-4-08-846853-2
  3. 2013年3月25日発売[8]、ISBN 978-4-08-845009-4
    - せんぱい/まなみ

  4. 2013年8月23日発売[9]、ISBN 978-4-08-845081-0
  5. 2013年11月25日発売[10]、ISBN 978-4-08-845126-8
    - 番外編「となりのイブ」

  6. 2014年3月25日発売[11]、ISBN 978-4-08-845178-7
    - 荷物が多いコのハナシ（『マーガレット』2013年12号別冊ふろく『miniマーガレット』）

  7. 2014年7月25日発売[12]、ISBN 978-4-08-845237-1
  8. 2014年11月25日発売[13]、ISBN 978-4-08-845298-2
  9. 2015年3月25日発売[14]、ISBN 978-4-08-845359-0
    - 番外編「本日の衣舞」

  10. 2015年7月24日発売[15]、ISBN 978-4-08-845411-5
  11. 2015年11月25日発売[16]、ISBN 978-4-08-845477-1
- ねひめのとき 根日女伝説×『パフェちっく!』[17]（2014年4月30日発行[18]、神戸新聞総合出版センター、ISBN 978-4-343-00791-9）
- ふつうの恋子ちゃん[注 2]（集英社、2015年 - 2019年、マーガレットコミックス、全14巻）
  1. 2016年4月25日発売[19]、『マーガレット』2016年1号[20] - 7号、ISBN 978-4-08-845554-9
  2. 2016年8月25日発売[21]、『マーガレット』2016年8号 - 13号、ISBN 978-4-08-845623-2
    - 番外編 底辺の愛子さん[22][23]（『ザ マーガレット』2016年6月号）

  3. 2016年12月22日発売[24]、『マーガレット』2016年15号 - 20号、ISBN 978-4-08-845680-5
  4. 2017年4月25日発売[25]、『マーガレット』2016年22号 - 2017年3･4合併号、ISBN 978-4-08-845743-7
  5. 2017年7月25日発売[26]、『マーガレット』2017年5号 - 10号、ISBN 978-4-08-845787-1
  6. 2017年10月25日発売[27]、『マーガレット』2017年11号 - 12号、14号 - 17号、ISBN 978-4-08-845835-9
    - 剣を紹介してください!（『マーガレット』2017年21号）
    - デッサンのヒミツ（『マーガレット』2017年16号別冊ふろく『まんがのヒミツBOOK』）

  7. 2018年1月25日発売[28]、『マーガレット』2017年18号 - 20号、22号 - 24号、ISBN 978-4-08-845877-9
  8. 2018年4月25日発売[29]、『マーガレット』2018年1号 - 6号、8号、ISBN 978-4-08-844021-7
  9. 2018年7月25日発売[30]、『マーガレット』2018年10号 - 14号、ISBN 978-4-08-844063-7
    - 番外編 はつこいのつるぎくん[31]（『マーガレット』2018年9号）
    - 5/26＠大阪 ななじ眺ファンミ!!パジャマパーティーレポート!!!!![32][33]（『マーガレット』2018年14号）

  10. 2018年11月22日発売[34]、『マーガレット』2018年16号 - 21号、ISBN 978-4-08-844118-4
  11. 2019年2月25日発売[35]、『マーガレット』2018年23号 - 2019年5号、ISBN 978-4-08-844167-2
  12. 2019年6月25日発売[36]、『マーガレット』2019年6号 - 8号、2019年10・11合併号 - 13号、ISBN 978-4-08-844207-5
  13. 2019年10月25日発売[37]、『マーガレット』2019年14号 - 16号、2019年18号 - 20号、ISBN 978-4-08-844253-2
  14. 2020年2月25日発売[38]、『マーガレット』2019年21号 - 23号、2020年1号 - 2号[39]、ISBN 978-4-08-844288-4
    - 他愛ナイカイ[40][41]（『マーガレット』2020年3・4合併号）

### アンソロジー
- 東日本大震災チャリティー漫画本 PARTY! HANA[注 3][42]（2011年8月5日発売[43]、メディアパル、ISBN 978-4-89610-201-7）
  - パフェちっく!-壱的心情-[44]
- 東日本大震災チャリティー漫画本 PARTY! SORA[注 4][42]（2011年8月5日発売[45]、メディアパル、ISBN 978-4-89610-202-4）
  - コイバナ!〜恋せよえびばで〜[44]
- ストーリー311[注 5][46]（2013年3月11日発売[47]、講談社、ワイドKC、『デジキス』2012年3月11日 - 2013年1月11日、ISBN 978-4-06-337779-8）
- ストーリー311 あれから3年[注 6][46][48]（2014年3月11日発売[49]、株式会社KADOKAWA、ISBN 978-4-04-121044-4）

### イラスト
- 原作・イラスト:ひうらさとる、ななじ眺、さちみりほ、樋口橘、うめ、著者:山室有紀子 『あの日起きたこと 東日本大震災 ストーリー311』 株式会社KADOKAWA 〈角川つばさ文庫〉、全1巻[46]
  - 2014年2月15日発売[50]、ISBN 978-4-04-631376-8

### 単行本未収録作品
- うちの夜遅めし（『Cookie』2017年9月号）
- パフェが苦い[51][52]（『マーガレット』2018年9号）
- カモフラージュフレンド[53][54]（原作：佐和田七、作画：ななじ眺、『マーガレット』2020年15号別冊ふろく『マーガレットmini ネームグランプリSpecial』）